# Crestline (California)
Crestline es un lugar designado por el censo ubicado en el condado de San Bernardino en el estado estadounidense de California. En el año 2000 tenía una población de 10,218 habitantes y una densidad poblacional de 358.5 personas por km². 

## Geografía
Crestline se encuentra ubicado en las coordenadas 34°14′33″N 117°17′24″O / 34.24250, -117.29000. Según la Oficina del Censo, la ciudad tiene un área total de 28,5 km² (11,0 mi²), de la cual 28,1 km² (10,8 mi²) es tierra y 1,3 km² (0,5 mi²) 1.27% es agua.

## Demografía
Los ingresos medios por hogar en la localidad eran de $44,257, y los ingresos medios por familia eran $51,655. Los hombres tenían unos ingresos medios de $48,772 frente a los $28,750 para las mujeres. La renta per cápita para la localidad era de $20,987. Alrededor del 8.9% de la población estaban por debajo del umbral de pobreza.